# Dominion Fiji
Het dominion Fiji (Engels: Dominion of Fiji) was de officiële naam van Fiji van 1970 tot 1987. In deze periode was Fiji een onafhankelijk land met de Britse koningin Elizabeth II als staatshoofd (een Commonwealth realm). Het dominion werd opgericht na de onafhankelijkheid van de Britse kolonie Fiji op 10 oktober 1970 en werd, na een staatsgreep eerder dat jaar, op 6 oktober 1987 vervangen door de republiek Fiji.

## Bestuur
De Britse koningin Elizabeth II was het staatshoofd van het dominion Fiji als zijnde de koningin van Fiji. De koningin werd in haar rol vertegenwoordigd door een gouverneur-generaal. Dit waren:
- Sir Robert Sidney Foster (10 oktober 1970 – 13 februari 1973)
- Ratu Sir George Cakobau (13 februari 1973 – 12 februari 1983)
- Ratu Sir Penaia Ganilau (12 februari 1983 – 6/15 oktober 1987)

Aan het hoofd van de regering stond een premier. De premiers waren:
- Ratu Sir Kamisese Mara (10 oktober 1970 – 13 april 1987)
- Timoci Bavadra (13 april 1987 – 14 mei 1987)